# Juridisk Forening SDU
 Der er for få eller ingen kildehenvisninger i denne artikel, hvilket er et problem. Du kan hjælpe ved at angive troværdige kilder til de påstande, som fremføres i artiklen.

Juridisk Forening SDU (JFSDU) er en studenterforening for HA(jur)-, Cand Merc Jur-, og jura-studerende på Syddansk Universitet. 
Foreningen blev grundlagt i 1999 af Morten Ammentorp, den gang under navnet FEJ-Odense (Forening for Erhvervsjurister), da Syddansk Universitet ikke udbød almindelig jura. JFSDU arbejder tæt sammen med Juridisk Institut, SDU, i et forsøg på at skabe Danmarks bedste studiemiljø. JFSDU er bl.a. med til at arrangere introforløb for nye studerende under Juridisk Institut.Foreningen arrangerer både faglige og sociale arrangementer, herunder foredrag, virksomhedsbesøg, studieture og 3-4 årlige fester.
Organisatorisk er foreningen bygget op med en bestyrelse der tæller 9 medlemmer og 2 suppleanter. Derudover rummer foreningen adskillige udvalg, der varetager foreningens virke.

## Generalforsamling
Generalforsamlingen er Juridisk Forenings øverste myndighed. Foreningens ordinære generalforsamling skal afholdes hvert år i inden for perioden d. 15. september til d. 15. oktober. På generalforsamlingen vælges bestyrelsen, der fremlægges årsberetning og årsregnskab, der udpeges æresmedlemmer, m.v., hvilket fremgår af foreningens vedtægter. 
Alle Juridisk Forenings medlemmer har stemmeret til generalforsamlingen (dog ikke medlemskaber erhvervet inden 7 dage før generalforsamlingen)

## Tidligere formænd
- Morten Ammentorp (1999-2001)
- Claus Andersen (2001-2002)
- Morten Ammentorp (2002-2003)
- Jacob A. Drøhse (2003-2005)
- Kristian Sørensen (2005-2007)
- Jacob Andersen (2007-2010)
- Claus C. Christensen (2010-2013)
- Martin Larsen (2013-2015)
- Kasper J. Hemmingsen (2015-2017)
- Philip Brenøe-Hansen (2017-2019)
- Patrick Langkilde Andersen (2019-2021)
- Jonas Aresteen Hartwig (2021-2022)
- Andreas Schnack (2022-2023)
- Anders Kristoffersen (2023-2024)